# Степановка (Приморский край)
Степа́новка — село в Кировском районе Приморского края. Входит в состав Руновского сельского поселения.

## География
Село Степановка стоит на левобережной старице реки Уссури.
Дорога к селу Степановка идёт от автотрассы «Уссури» в селе Руновка, расстояние до Руновки около 14 км, расстояние до районного центра поселка Кировский (находится к северу от Руновки по трассе «Уссури») около 34 км.
На юг от дороги Руновка — Степановка идёт дорога к селу Афанасьевка.

## Население
| 1926 | 2002 | 2005 | 2010 |
| ---- | ---- | ---- | ---- |
| 770  | ↘193 | ↘183 | ↘130 |

## Улицы
| - пер. Восточный, - пер. Зелёный, - пер. Центральный, | - ул. Зелёная, - ул. Новая, - ул. Центральная. |

## Экономика
Жители занимаются сельским хозяйством.